# Acaena fuscescens
Acaena fuscescens es una especie de planta del género Acaena, perteneciente a la familia Rosaceae.

## Taxonomía
Acaena fuscescens fue descrita por Bitter en 1910.

## Distribución
Se encuentra en el territorio sur y sudeste de Brasil.